# Pegu Yoma
Pegu Yoma és una serralada de muntanyes a Birmània a l'est del riu Irauadi, que es desenvolupa de nord a sud formant la part entre l'Irauadi i el Sittang. Es desenvolupa a la divisió de Bago, als districtes de Bago i Toungoo, i a la divisió de Mandalay, districte de Yamethin, formant dels tres districtes el límit occidental, però arriba fins al nord de la divisió de Yangon on en una muntanya té la pagoda de Shwedagon, al nord de la capital.
La serralada mesura uns 300 km de llargada. Hi neix el riu Pegu i diversos tributaris del Sittang. Les muntanyes són de poca altura, la més alta d'uns 600 metres. Molts dels seus habitants són karens però hi viuen també alguns chins (els únics d'aquest poble que viuen a l'est de l'Irauadi) i birmans.